# Michael Dingsdag
Michael Christiaan Dingsdag (født d. 18. oktober 1982 i Amsterdam) er en hollandsk fodboldspiller, der spiller for Grasshopper.
Dingsdag begyndte sin karriere hos amatørklubben DWS, som lå i Amsterdam, stedet hvor han blev født. Men hurtigt blev han opdaget af Vitesse's talentjægere. Han spillede fra 1999/2000 sæsonen for Vitesse's ungdom. Den 14. oktober 2001 debuterede Dingsdag på førsteholdet. Siden 2004/2005 sæsonen blev Dingsdag en af Vitesse's bedre spillere, og i sommeren 2006 blev han købt af SC Heerenveen. Klubben lejede Dingsdag i 1 sæson med den option at de kunne købe ham. 

## Karriere
| sæson   | klub          | land    | liga       | kampe | mål |
| ------- | ------------- | ------- | ---------- | ----- | --- |
| 2001/02 | Vitesse       | Holland | Eredivisie | 3     | 0   |
| 2002/03 | Vitesse       | Holland | Eredivisie | 11    | 0   |
| 2003/04 | Vitesse       | Holland | Eredivisie | 13    | 1   |
| 2004/05 | Vitesse       | Holland | Eredivisie | 30    | 1   |
| 2005/06 | Vitesse       | Holland | Eredivisie | 33    | 1   |
| 2006/07 | SC Heerenveen | Holland | Eredivisie | 34    | 0   |
| Totalt  |               |         |            | 124   | 3   |